# Tim Forsyth
Timothy Forsyth (* 17. srpna 1973 Mirboo North, Victoria) je bývalý australský atlet, bronzový olympijský medailista ve skoku do výšky.
V roce 1990 získal na juniorském mistrovství světa v bulharském Plovdivu stříbrnou medaili. O dva roky později na mistrovství světa juniorů v Soulu vybojoval druhé stříbro. V té době byl již držitelem bronzové olympijské medaile, kterou získal na letních hrách v Barceloně výkonem 234 cm. Společně s ním vybojovali bronz rovněž Polák Artur Partyka a Američan Hollis Conway. Na olympiádě v Atlantě 1996 skončil na sedmém místě. O rok později vybojoval na světovém šampionátu v Athénách výkonem 235 cm bronz. Zúčastnil se letních olympijských her 2000, které se konaly v Sydney. Na "domácí půdě" se mu však nepodařilo postoupit z kvalifikace.
Dvakrát uspěl také na hrách Commonwealthu. V roce 1994 získal v kanadské Victorii zlatou, o čtyři roky později v Kuala Lumpur stříbrnou medaili.

## Osobní rekordy
- hala – 233 cm – 16. února 1997, Balingen
- venku – 236 cm – 2. března 1997, Melbourne